# John D. Clemens
John D. Clemens (* 12. Mai 1949 in Chicago) ist ein US-amerikanischer Mediziner und Epidemiologe, der sich besonders mit Infektionskrankheiten in Entwicklungsländern befasst samt Entwicklung von Impfstoffen.
Clemens studierte an der Stanford University mit dem Bachelor-Abschluss 1971 und Medizin an der Yale University mit dem M.D. Abschluss 1976. Danach war er im Robert Woods Johnson Clinical Scholars Program der Yale University, von 1981 bis 1985 als Associate Professor.
Clemens war 1988 bis 1990 Leiter der Epidemiologie am Center for Vaccine Development der University of Maryland, ab 1990 Leiter der Epidemiologie am National Institute of Child Health and Human Development (und später Leiter der Sektion Infektionskrankheiten von Kindern und Impfstoffe) und er war Generaldirektor des International Vaccine Institute in Seoul. Er war Professor für Epidemiologie an der University of California, Los Angeles (UCLA), und Gründungsdirektor des Center for Global Infectious Diseases und ist Direktor des International Centre for Diarrhoeal Disease Research (ICDDR, B) in Bangladesch, an dem er schon 1983 bis 1988 war. Außerdem ist er Adjunct Professor an der UCLA (Fielding School of Public Health).
Clemens entwickelte mit seinem Team eine kostengünstige orale Impfung gegen Cholera, die zum Beispiel in Haiti eingesetzt wurde. Dafür erhielt er 2010 die Sabin Gold Medal und 2018 den Prinz-Mahidol-Preis. Jan R. Holmgren hatte in den 1980er Jahren eine orale Impfung gegen Cholera entwickelt, basierend auf abgetöteten Cholerabakterien, die aber eine Einnahme mit einer Bufferlösung verlangte zum Schutz gegen die Magensäure, was sich in Entwicklungsländern wie Bangladesch für Kinder als impraktikabel erwies. 1986 fand der vietnamesische Wissenschaftler Dang Duc Trach eine Methode die Bufferlösung zu vermeiden und in Zusammenarbeit mit Holmgren und Clemens (damals am ICDDR) wurde eine praktikablere Choleraimpfung für Kinder in Entwicklungsländern entwickelt.
Clemens ist Fellow des American College of Epidemiology und der Infectious Disease Society of America.